# Honorio (nombre)
Honorio es un nombre propio masculino de origen latino en su variante en español. Procede de Honorius, forma gentilicia de honorus (honorífico, honorable), y este de honor.

## Santoral
30 de septiembre: San Honorio, confesor, obispo de Canterbury.

## Variantes
- Femenino: Honoria.
- Diminutivo: Nori.

| Variantes en otras lenguas | Variantes en otras lenguas |
| -------------------------- | -------------------------- |
| Español                    | Honorio                    |
| Albanés                    | Honori                     |
| Alemán                     | Honorius                   |
| Búlgaro                    | Хонорий (Honorij)          |
| Catalán                    | Honori                     |
| Checo                      | Honorius                   |
| Croata                     | Honorije                   |
| Danés                      | Honorius                   |
| Esloveno                   | Honorij                    |
| Esperanto                  | Honorio                    |
| Euskera                    | Onori                      |
| Finlandés                  | Honorius                   |
| Francés                    | Honorius                   |
| Georgiano                  | ჰონორიუსი (Honoriusi)      |
| Griego                     | Ονώριος (Onórios)          |
| Holandés                   | Honorius                   |
| Húngaro                    | Honoriusz                  |
| Inglés                     | Honorius                   |
| Islandés                   | Honoríus                   |
| Italiano                   | Onorio                     |
| Latín                      | Honorius                   |
| Letón                      | Honorijs                   |
| Lituano                    | Honorijus                  |
| Noruego                    | Honorius                   |
| Polaco                     | Honoriusz                  |
| Portugués                  | Honório                    |
| Rumano                     | Honoriu                    |
| Ruso                       | Гонорий (Gonorij)          |
| Sardo                      | Onòriu                     |
| Serbio                     | Хонорије (Honorije)        |
| Sueco                      | Honorius                   |
| Ucraniano                  | Гонорій (Gonorij)          |